# Pankratius Pfeiffer
Pankratius Pfeiffer SDS (* 18. Oktober 1872 als Markus Pfeiffer in Brunnen, Gemeinde Schwangau im Allgäu; † 12. Mai 1945 in Rom) war ein Pater des Salvatorianer-Ordens und Judenretter, der während der deutschen Besatzung Roms römischen Juden, Widerstandskämpfern und anderen Verfolgten des Nazi-Regimes zur Flucht verhalf. 

## Leben
Ab 1885 half der schmächtige Markus in der Ziegelei seines Vaters mit. Die Arbeit in der Ziegelei war für ihn jedoch zu schwer und es folgte eine Bäckerlehre in Schwangau. Doch hier vertrug er den Mehlstaub nicht und musste sich wiederum neu orientieren. Er folgte seinem Bruder Johannes nach Rom und trat 1889 in den neuen Salvatorianerorden ein.
Ab Oktober 1890 studierte er Philosophie an der Päpstlichen Universität Gregoriana in Rom und belegte zusätzlich Vorlesungen in Mathematik, Physik, Chemie und Astrologie. 1893 wurde er promoviert und studierte in den folgenden drei Jahren Theologie. 1896 wurde er in der Lateranbasilika zum Priester geweiht und feierte in Waltenhofen am 14. Juni 1896 seine Primiz. 
Er war dann für seinen Orden in Rom tätig und war ab 1902 als Generalprokurator der Salvatorianer in verantwortlicher Stellung.
Beim Generalkapitel 1915 trat der Gründer des Ordens, Pater F. Jordan, von der Leitung zurück. Pater Pankratius Pfeiffer übernahm nun als Generalvikar die Leitung; später war er Generaloberer des Salvatorianerordens in Rom.
Pankratius Pfeiffer starb unmittelbar nach Kriegsende, nachdem ihn zwei Tage zuvor ein Militär-Jeep eines britischen Offiziers angefahren und schwer verletzt hatte.

## Verdienst
Als „Römischer Schindler“ rettete er während der Besatzung Italiens durch Wehrmacht-Truppen im Zweiten Weltkrieg vielen römischen Bürgern, vor allem Juden und Widerstandskämpfern, das Leben, indem er ihnen zur Flucht verhalf. Er versteckte sie auf dem Dachboden seines Ordenshauses und verhinderte so die Deportation von rund 100 Menschen in Konzentrationslager. 
Im Auftrag von Papst Pius XII. agierte Pfeiffer als Mittelsmann zwischen NS-Kommandeuren und dem Vatikan. Mit dem deutschen Stadtkommandanten Kurt Mälzer war er befreundet – der stammte ebenfalls aus Bayern und war katholisch. Pfeiffer nutzte diese Kontakte so gut wie möglich. Er erreichte bei mehreren Gelegenheiten die Freilassung von jeweils mehreren Hundert Juden und „Sühnegeiseln“, die nach Anschlägen von Partisanen auf die Wehrmacht hätten erschossen werden sollen.
Er erreichte in Verhandlungen mit der Wehrmacht, dass Städte wie Ascoli Piceno, Chieti, L’Aquila und Orvieto bei den Rückzugsgefechten der Wehrmacht gegen die vorrückenden Alliierten in den Jahren 1944 und 1945 von Bombardements und Straßenkämpfen verschont blieben, weil sie auf sein Betreiben zu Lazarettstädten erklärt wurden.
Er ist der einzige Deutsche, der nach dem Zweiten Weltkrieg in Rom als Namensgeber einer Straße geehrt wurde: Die Via Pfeiffer ist ein kurzes schmales Gässchen in Rom. Sie zweigt am Internationalen Sitz des Salvatorianerordens von der Via della Conciliazione ab, jener Prachtstraße des Diktators Benito Mussolini, die schnurgerade auf den Petersdom zuführt. In Ascoli Piceno ehrten die Einwohner den „General ohne Waffen“ mit einem Denkmal für die Rettung ihrer Stadt.
Im Vatikan läuft ein Seligsprechungsverfahren für Pfeiffer.

## Schriften
- P. Franziskus Maria vom Kreuze Jordan. Salvator-Druckerei und Verlag, Berlin 1930.